# Плютей благородный
Плюте́й благоро́дный (Pluteus petasatus) — гриб рода плютей. Считается несъедобным.
В системе рода Плютей С. П. Вассера этот вид относится к секции Pluteus подрода Pluteus, в системе Э. Веллинги к секции Pluteus.

## Таксономия
Синонимы
- Agaricus petasatus Fr., 1838 basionym
- Pluteus cervinus var. petasatus (Fr.) Fr., 1874
- Pluteus cervinus var. patricius (Schaeff.) Quél.
- Agaricus patricius Schulzer, 1874
- Pluteus patricius (Schulzer) Boud., 1904 — Плютей отечественный
- Pluteus straminiphilus Wichanský, 1968

Плютей отечественный (P. patricius) согласно MycoBank и Species Fungorum является синонимом, однако некоторые авторы описывают его как самостоятельный вид. Е. Ф. Малышева отмечает этот вид как критический, отличительных признаков которого, вероятно, недостаточно чтобы считать его и плютей благородный разными видами.
Омонимы и ошибочно употребляемые названия
- Pluteus petasatus sensu Ricken (1913) — ошибочно употребляется в качестве наименования плютея ивового (Pluteus salicinus)[3]
- Pluteus curtisii sensu Sing. — ошибочно употребляется для P. petasatus; Pluteus curtisii Berk. (1887) является синонимом плютея оленьего (Pluteus cervinus)[4][5]

## Описание
Шляпка толстомясистая, диаметром 4—15 сантиметров, от выпуклой до плоско-распростёртой, со слабо выраженным бугорком или углублением в центре. Край ровный, часто подвёрнутый. Поверхность белая или серовато-белая, в центре более тёмная до охристо-жёлтой, шелковистая, блестящая, сухая, иногда слабо слизистая, покрыта тёмными волокнами, в центре редкие мелкие прижатые коричневые чешуйки.
Пластинки свободные, широкие, частые, с пластиночками, от бледно-розового до розового цвета.
Ножка 5—12×0,5—1,5(2) см, цилиндрическая, центральная, ровная, плотная, белого цвета, сухая. Основание расширенное, с коричневатым волокнистым налётом.
Мякоть белая, ватообразная, на срезе не изменяется, со сладковатым вкусом и грибным запахом.
Остатки покрывал отсутствуют, споровый порошок розовый.
Споры гладкие, эллипсоидные или веретеновидные, 5,5—8(9)×4—5,5 мкм.
Гифы кожицы шляпки без пряжек, шириной 5—20 мкм, состоят из бесцветных или пигментированных клеток. Покровы ножки состоят также из гиф шириной 5—20 мкм, с пряжками, клетки гиф цилиндрические, бесцветные, в основании коричневые.
Базидии четырёхспоровые, размерами 20—30×6—9 мкм, тонкостенные, булавовидные, бесцветные.
Хейлоцистиды размерами 35—75×10—30 мкм, булавовидные или веретеновидные, тонкостенные, бесцветные, встречаются редко. Плевроцистиды 45—90×10—20 мкм, веретеновидные или бутылковидные, толстостенные, бесцветные, с придатком, который может быть слабо выражен, с 1—4 зубцами.
Для американских образцов характерны размеры спор 5—7(8)×4—5 мкм, хейлоцистид — 30—70×10—20 мкм, плевроцистиды с чётким апикулярным придатком и 2—4 зубцами, 40—100×8—15 мкм.

## Сходные виды
Авторы, принимающие плютей отечественный в качестве самостоятельного вида указывают отличия от плютея благородного — меньший размер шляпки (до 5 см), гигрофанность и в среднем более короткие споры.
Шляпка диаметром 4—5 сантиметров, выпуклая, гигрофанная, с завёрнутым краем, к краю растрескивающаяся. Поверхность белая, покрыта концентрическими прижатыми чешуйками песочного цвета. Ножка 4—8×0,5—1 см. Размер спор 6,3—8×4—5,2 мкм. Описание остальных признаков совпадает с описанием плютея благородного.
Pluteus lipidocystis отличается строением хейлоцистид и экологическими особенностями.
С плютеем благородным можно спутать крупные и бледноокрашенные экземпляры плютея оленьего.

## Экология и распространение
Сапротроф на остатках древесины лиственных пород, в частности, дуба, бука, тополя, растёт в широколиственных и хвойно-широколиственных лесах. Распространён в Евразии и Северной Америке. Известен в большинстве европейских стран от Британских островов до Восточной Европы, в Азии найден в Израиле, России и Японии. В России находки плютея благородного известны в Ленинградской, Ростовской, Иркутской и Самарской областях, Татарстане, Краснодарском крае и Приморском крае. Встречается редко, растёт группами.
Сезон: июль — октябрь.